# Патракеевская (Вожегодский район)
Патракеевская — деревня в Вожегодском районе Вологодской области.
Входит в состав Мишутинского сельского поселения, с точки зрения административно-территориального деления — в Мишутинский сельсовет.
Расстояние по автодороге до районного центра Вожеги — 66,3 км, до центра муниципального образования Мишутинской — 0,3 км. Ближайшие населённые пункты — Чеченинская, Ожигинская, Мишутинская, Ивонинская, Дубровинская.
По переписи 2002 года население — 22 человека (8 мужчин, 14 женщин). Всё население — русские.